# طرف سوم قابل اعتماد
در رمزنگاری، یک TTP موجودیتی است که تراکنش‌های بین دو طرف که به طرف سوم اعتماد کرده اند، را سهولت می‌بخشد. طرف سوم کلیه ارتباطات متقابل مهم بین طرف‌ها را با تولید محتوای دیجیتال جعلی، مورد بازبینی قرار می‌دهد. در مدل TTP، طرف‌های اعتمادکننده از این اعتماد برای ایمن کردن ارتباطاتشان استفاده می‌کنند.

TTP‌ها به‌طور معمول در هر تراکنش تجاری و تراکنش‌های دیجیتالی رمزنگاری وجوددارند، به ویژه در پروتکل‌های رمزنگاری . مانند CA که گواهی تصدیق هویت دیجیتالی را برای یکی از دو طرف (که در مثال بعد خواهیم دید) صادر می‌کند. سپس CA یک طرف سوم قابل اعتماد برای صدور گواهینامه‌ها، می‌شود. چنین تراکنش‌هایی که به رکورد طرف سوم نیازمند، همچنین به سرویس انبار طرف سوم هم نیاز دارند.

## یک مثال
فرض کنید که باب و آلیس می خواهند به‌طور امن با هم ارتباط برقرار کنند، در این صورت باید از رمزنگاری استفاده کنند. در صورتی که آلیس باب را تاکنون ندیده باشد، وی نیاز داردکه کلیدی به دست آورد که با استفاده از آن پیام‌ها را برای باب رمز کند. در این نمونه، یک TTP یک طرف سوم قابل اعتماد است که قبلاً باب را دیده باشد(شخصاً)، در غیر اینصورت تضمین کند که این کلید(بطور نمونه در گواهی دیجیتال )به شخصی که در گواهینامه به آن اشاره شده‌است، در این مثال باب، تعلق دارد. در مباحثات، به این شخص سوم اغلب Trent گفته می‌شود.

Trent کلید را به آلیس می‌دهد، او از آن برای فرستادن پیام‌های امن به باب استفاده می‌کند. آلیس اگر به Trent اعتماد داشته باشد، می‌تواند اعتماد کند که این کلید متعلق به باب است . در چنین مباحثاتی، به سادگی می‌توان فرض کرد که آلیس دلایل معتبری برای انجام چنین کاری دارد ( البته با این فرض که آلیس و باب قادرند به درستی Trent را شناسایی کنند و شخص دیگری خود را به جای Trent جا نزده است)

## تمرین واقعی
چگونگی ترتیب دادن به طرف‌های سوم (به‌طور قابل اعتماد) در این نوع، یک مسئله حل نشده‌است. از آنجا که انگیزه‌هایی برای طمع، انتقام و موارد دیگری وجود دارد، آن‌هایی که توسط چنین موجودیتی کاری را انجام می‌دهند و نظارت و رسیدگی می‌کنند، بایستی پتانسیل بالقوه را جایی که اعتماد لازم است فراهم کنند.
این مسئله که گاهی ممکن است غیرقابل حل باشد قدیمی و بدنام برای همه است .شرکت‌های غیرشخصی بزرگ وعده می‌دهند که صحت گواهی هایشان در درستی ارتباطات برای یک کلید عمومی کاربر ادعاکننده، خیلی کم تغییر می‌کند(مثلاً، توسط CA به عنوان بخشی از زیرساخت کلید عمومی) 

سیستم PGP نوع دیگر TTP را در قالب وب قابل اعتماد فراهم می‌کند. کاربران PGP به‌طور دیجیتالی گواهی‌های شناسایی یکدیگر را امضا می‌کنند و در صورتی که به شخص و کلید عمومی اختصاص یافته به او، اطمینان داشته باشند، آموزش دیده‌اند که آن را انجام دهند. یک طرف امضای کلید راهی است که یکدیگر را با بعضی از امضاهای گواهی نامه تلفیق می‌کند. با این وجود، شک و احتیاط برای بعضی از کاربران که در امضاکردن گواهی‌های دیگران بی دقت هستند معقول به نظر می‌رسد.

## خارج از رمزنگاری
خا رج از رمزنگاری، قانون در بسیاری از مواقع شرایطی را برای طرف‌های سوم قابل اعتماد به وجود می‌آورند. برای مثال، یک دفتر اسناد رسمی به عنوان طرف سوم قابل اعتماد جهت اعتبار دادن و تصدیق کردن امضاها در مستندات، عمل می‌کند. نقش TTP در رمزنگاری، دست کم در اصل قانون، به همان شکل است. یک CA تاحدی مانند دفتر اسناد رسمی جهت گواهی دادن به هویت صاحب کلید عمل می‌کند، البته نه برای طرفی که آگاه است یا ظاهراً از فشار آزاد است(CA شهادت به تاریخ امضا هم انجام نمی‌دهد)

## همچنین مشاهده کنید
- Trusted computing base
- Double-spending

## پا نوشت
- برگردان از مقاله Trusted third party در بخش انگلیسی ویکی‌پدیا